# Phuphena multilinea
Phuphena multilinea là một loài bướm đêm trong họ Noctuidae.